# Luís Melo
Luís Alberto Melo (n. 13 noiembrie 1947, Curitiba, Paraná, Brazilia) este un actor brazilian.
A jucat timp de mai mulți ani sub conducerea regizorului Antunes Filho și a fost protagonistul mai multor spectacole notabile, printre care Vereda da Salvação, Gilgamesh și Trono de Sangue, adaptarea lui Macbeth a lui Shakespeare în 1992, fiind considerat de mulți ca fiind autorul celei mai bune interpretări a lui Macbeth din teatrul brazilian.